# Hard Day
«Hard Day» (en español: «Día Duro») es un sencillo promocional del álbum Faith de George Michael publicado el 30 de octubre de 1987 en los Estados Unidos. Fue compuesto y producido originalmente por George Michael, y publicado sólo en América.
No hubo video musical para esta canción.
«Hard Day» entró a los top five en los United States Hot Dance Club Play chart y al top 40 en el U.S. Hot R&B/Hip-Hop Songs chart.

## Sencillo
Promotional 2-track CD-single - (USA)
1. «Hard Day» (Shep Pettibone remix) – 6:29
2. «Hard Day» (álbum versión) – 4:48

## Posicionamiento
| Listas (1987)                        | Posición |
| ------------------------------------ | -------- |
| Estados Unidos Hot Dance Club Play   | 5        |
| Estados Unidos Hot R&B/Hip-Hop Songs | 21       |